# تویوو یولینن
تویوو یولینن (استونیایی: Toivo Jullinen؛ زادهٔ ۱ ژانویهٔ ۱۹۶۳) سیاستمدار و نماینده سابق اهل استونی است.